# Alain Daems
Pour les articles homonymes, voir Daems.
Alain Daems, né le 15 octobre 1964 à Bruxelles est un homme politique belge bruxellois, membre d'Ecolo. 
Il est licencié en science politique et relations internationales, en droit international et candidat en droit.
Début mai 2009, alors qu'il termine son deuxième et dernier mandat de député régional bruxellois, il annonce qu'il n'est plus membre d'Ecolo depuis 2006 et qu'il prend sa carte au Parti socialiste. Il n'est pas candidat à un nouveau mandat, et démissionne de son mandat de conseiller communal à Saint-Josse.

## Fonctions politiques
- Membre du Parlement de la Région de Bruxelles-Capitale :
  - depuis le 29 juin 1999 au 7 juin 2009
- Secrétaire du Parlement bruxellois depuis le 19 juillet 2004

## Sources
1. ↑  Stéphanie Bocart, Alain Daems, militant PS, La Libre Belgique, 7 mai 2009